# Моно (округ)
Мо́но (англ. Mono County) — округ на востоке штата Калифорния, США. Население округа по данным переписи 2010 года составляет 14 202 человека. Административный центр — Бриджпорт.

## История
Округ был создан в 1861 году из части территории округов Калаверас, Фресно и Марипоса. В 1866 году часть территории Моно была передана округу Иньо. Округ получил название по озеру Моно, которое, в свою очередь, немногим раньше получило своё название по индейскому племени моно, традиционно населявшему юг Сьерра-Невады.

## География
Общая площадь округа равняется 8110 км², из которых 7900 км² составляет суша и 210 км² (2,6 %) — водные поверхности. Округ расположен к востоку от гор Сьерра-Невада, между национальным парком Йосемити и границей со штатом Невада. В пределах округа находится крупное солёное озеро Моно и водохранилище Топаз.

## Население
По данным переписи 2000 года, население округа составляет 12 853 человека. Плотность населения равняется 1,5 чел/км². Расовый состав округа включает 84,2 % белых; 0,5 % чёрных или афроамериканцев; 2,4 % коренных американцев; 1,1 % азиатов; 0,1 % выходцев с тихоокеанских островов; 9,5 % представителей других рас и 2,3 % представителей двух и более рас. 17,7 % из всех рас — латиноамериканцы.
Из 5137 домохозяйств 28,7 % имеют детей в возрасте до 18 лет, 50,6 % являются супружескими парами, проживающими вместе, 6,5 % являются женщинами, проживающими без мужей, а 38,8 % не имеют семьи. 26,6 % всех домохозяйств состоят из отдельно проживающих лиц, в 4,3 % домохозяйств проживают одинокие люди в возрасте 65 лет и старше. Средний размер домохозяйства составил 2,43, а средний размер семьи — 2,98.
В округе проживает 23,0 % населения в возрасте до 18 лет; 10,3 % от 18 до 24 лет; 33,4 % от 25 до 44 лет; 25,6 % от 45 до 64 лет и 7,6 % в возрасте 65 лет и старше. Средний возраст населения — 36 лет. На каждые 100 женщин приходится 121,8 мужчин. На каждые 100 женщин в возрасте 18 лет и старше приходится 126,8 мужчин.
Средний доход на домашнее хозяйство составил $44 992, а средний доход на семью $50 487. Доход на душу населения равен $23 422.
Динамика численности населения по годам:
| 1950 | 1960 | 1970 | 1980 | 1990 | 2000   | 2010   |
| ---- | ---- | ---- | ---- | ---- | ------ | ------ |
| 2115 | 2213 | 4016 | 8577 | 9956 | 12 853 | 14 202 |